# راتان (أوكلاهوما)
راتان (بالإنجليزية: Rattan town, Oklahoma)‏ هي بلدة تقع بولاية أوكلاهوما في الولايات المتحدة. تبلغ مساحتها 10.35 كم2، وترتفع عن سطح البحر 142.0368 م، بلغ عدد سكانها 310 نسمة في عام 2010 حسب إحصاء مكتب تعداد الولايات المتحدة وتصل الكثافة السكانية فيها 30 نسمة لكل كيلومتر مربع (77.7/ميل2).

## التركيبة السكانية
حدّد مكتب تعداد الولايات المتحدة بيانات التركيبة السكانية لراتان في تعداد الولايات المتحدة. في ما يلي، التركيبة السكانية حسب تعدادي 2000 و2010.

### تعداد عام 2000
بلغ عدد سكان راتان 241 نسمة بحسب تعداد عام 2000، وبلغ عدد الأسر 111 أسرة وعدد العائلات 65 عائلة مقيمة في البلدة. في حين سجلت الكثافة السكانية 23.3 نسمة لكل كيلومتر مربع (60.3/ميل2). وبلغ عدد الوحدات السكنية 127 وحدة بمتوسط كثافة قدره 12.3 لكل كيلومتر مربع (31.9/ميل2).
وتوزع التركيب العرقي للبلدة بنسبة 81.74% من البيض و12.86% من الأمريكيين الأصليين و1.24% من سكان جزر المحيط الهادئ و4.15% من عرقين مختلطين أو أكثر و2.49% من الهسبانيون أو اللاتينيون من أي عرق.
بلغ عدد الأسر 111 أسرة كانت نسبة 27% منها لديها أطفال تحت سن الثامنة عشر تعيش معهم، وبلغت نسبة الأزواج القاطنين مع بعضهم البعض 49.5% من أصل المجموع الكلي للأسر، ونسبة 8.1% من الأسر كان لديها معيلات من الإناث دون وجود شريك،  بينما كانت نسبة 0.9% من الأسر لديها معيلون من الذكور دون وجود شريكة وكانت نسبة 41.4% من غير العائلات. تألفت نسبة 37.8% من أصل جميع الأسر من عدة أفراد يعيشون في نفس المنزل ونسبة 19.8% كانت تتألف من شخص يعيش بمفرده يبلغ من العمر 65 عاماً أو أكثر. وبلغ متوسط حجم الأسرة المعيشية 2.17، أما متوسط حجم العائلات فبلغ 2.91.
بلغ العمر الوسطي للسكان 44.6 عاماً. وكانت نسبة 22% من القاطنين تحت سن الثامنة عشر، وكانت نسبة 3.3% بين الثامنة عشر والرابعة والعشرين عاماً، ونسبة 25.7% كانت واقعةً في الفئة العمرية ما بين الخامسة والعشرين والرابعة والأربعين عاماً، ونسبة 24.5% كانت ما بين الخامسة والأربعين والرابعة والستين، ونسبة 24.5% كانت ضمن فئة الخامسة والستين عاماً فما فوق. يوجد لكل 100 أنثى 82.6 ذكر، ويوجد لكل 100 أنثى في الثامنة عشر من عمرها فما فوق 86.1 ذكر.
بلغ متوسط دخل الأسرة في البلدة 20,357 دولارًا، أما متوسط دخل العائلة فبلغ 29,167 دولارًا. وكان متوسط دخل الذكور 30,833 دولارًا مقابل 24,500 دولارًا للإناث. وسجل دخل الفرد الخاص بالبلدة 11,819 دولارًا. وكانت نسبة 17.6% من العائلات ونسبة 20.3% من السكان تحت خط الفقر، وكان من هؤلاء نسبة 25.9% تحت سن الثامنة عشر ونسبة 17.8% في الخامسة والستين من العمر وما فوق.

### تعداد عام 2010
بلغ عدد سكان راتان 310 نسمة بحسب تعداد عام 2010، وبلغ عدد الأسر 126 أسرة وعدد العائلات 82 عائلة مقيمة في البلدة. في حين سجلت الكثافة السكانية 30 نسمة لكل كيلومتر مربع (77.7/ميل2). وبلغ عدد الوحدات السكنية 153 وحدة بمتوسط كثافة قدره 14.8 لكل كيلومتر مربع (38.3/ميل2).
وتوزع التركيب العرقي للبلدة بنسبة 69.68% من البيض و1.94% من الأمريكيين الأفارقة و20.32% من الأمريكيين الأصليين و4.52% من الأعراق الأخرى و3.55% من عرقين مختلطين أو أكثر و5.16% من الهسبانيون أو اللاتينيون من أي عرق.
بلغ عدد الأسر 126 أسرة كانت نسبة 35.7% منها لديها أطفال تحت سن الثامنة عشر تعيش معهم، وبلغت نسبة الأزواج القاطنين مع بعضهم البعض 38.9% من أصل المجموع الكلي للأسر، ونسبة 19.8% من الأسر كان لديها معيلات من الإناث دون وجود شريك،  بينما كانت نسبة 6.3% من الأسر لديها معيلون من الذكور دون وجود شريكة وكانت نسبة 34.9% من غير العائلات. تألفت نسبة 30.2% من أصل جميع الأسر من عدة أفراد يعيشون في نفس المنزل ونسبة 12.7% كانت تتألف من شخص يعيش بمفرده يبلغ من العمر 65 عاماً أو أكثر. وبلغ متوسط حجم الأسرة المعيشية 2.46، أما متوسط حجم العائلات فبلغ 3.02.
بلغ العمر الوسطي للسكان 37.0 عاماً. وكانت نسبة 27.4% من القاطنين تحت سن الثامنة عشر، وكانت نسبة 9% بين الثامنة عشر والرابعة والعشرين عاماً، ونسبة 21% كانت واقعةً في الفئة العمرية ما بين الخامسة والعشرين والرابعة والأربعين عاماً، ونسبة 26.5% كانت ما بين الخامسة والأربعين والرابعة والستين، ونسبة 16.1% كانت ضمن فئة الخامسة والستين عاماً فما فوق. وتوزع التركيب الجنسي للسكان بنسبة 49.4% ذكور و50.6% إناث.